# Verga Palermo 1987-1988
Il Verga Palermo 1987-1988 ha disputato il campionato di Serie A1.

## Verdetti stagionali
- Serie A1: (30 partite)

stagione regolare: 12º su 16 squadre (14-16).

## Roster
| Verga Palermo | Verga Palermo |
| Giocatori     | Staff tecnico |
| ------------- | ------------- |

| N. | Naz.                   | Ruolo | Nome                 | Anno | Alt.   | Peso |  |
| -- | ---------------------- | ----- | -------------------- | ---- | ------ | ---- |  |
|    | Italia (bandiera)      |       | Aiello               |      |        |      |  |
|    | Italia (bandiera)      |       | Simona Chines        | 1964 |        |      |  |
|    | Italia (bandiera)      |       | Melania Chirchirillo |      |        |      |  |
|    | Italia (bandiera)      | AC    | Floriana Garuccio    | 1964 | 180 cm |      |  |
|    | Stati Uniti (bandiera) | C     | Monica Lamb          | 1964 | 196 cm |      |  |
|    | Stati Uniti (bandiera) | A     | Paula McGee          | 1962 | 191 cm |      |  |
|    | Italia (bandiera)      | A     | Roberta Postiglione  | 1967 |        |      |  |
|    | Italia (bandiera)      |       | Marilena Rienzi      | 1964 |        |      |  |
|    | Italia (bandiera)      |       | Rosalia Rizzo        |      |        |      |  |
|    | Italia (bandiera)      |       | Ruzzone              |      |        |      |  |
|    | Italia (bandiera)      |       | Francesca Salvia     |      |        |      |  |
|    | Italia (bandiera)      |       | Giovanna Salvia      | 1966 |        |      |  |
|    | Italia (bandiera)      |       | Mara Salvia          | 1960 |        |      |  |
|    | Italia (bandiera)      | G     | Patrizia Scannaliato | 1970 | 170 cm |      |  |
|    | Italia (bandiera)      |       | Tiziana Spada        |      |        |      |  |
|    | Italia (bandiera)      |       | Mariolina Zitta      | 1961 |        |      |  |

| Allenatore                                                     |
| Piero Musumeci                                                 |
| Assistente/i                                                   |
| - Nessuno Legenda - (C) Capitano - (IN) Inattivo - Infortunato |

## Statistiche
| Nome                 | Gare | Punti |
| -------------------- | ---- | ----- |
| Aiello               | 1    | 0     |
| Chines Simona        | 28   | 238   |
| Chirchirillo Melania | 1    | 0     |
| Garuccio Floriana    | 10   | 8     |
| Lamb Monica          | 29   | 719   |
| McGee Paula          | 30   | 838   |
| Postiglione Roberta  | 8    | 35    |
| Rienzi Marilena      | 30   | 353   |
| Rizzo Rosalia        | 30   | 6     |
| Ruzzone              | 1    | 0     |
| Salvia Francesca     | 30   | 148   |
| Salvia G.            | 24   | 0     |
| Salvia Mara          | 21   | 78    |
| Scannaliato Patrizia | 1    | 0     |
| Spada Tiziana        | 5    | 0     |
| Zitta Mariolina      | 19   | 25    |